# Diskografie Dušana Grúně
Toto je neúplná diskografie zpěváka Dušana Grúně.

## Diskografie

### Gramofonová alba
- (1965) Mama – Ivan Krajíček / Dva klobúky – Dušan Grúň – Supraphon 013773, SP
- (1966) Dívčí pláč – Jaromír Mayer / Mária – Dušan Grúň – Supraphon, SP
- (1967) Starý rodný dom – Dušan Grúň / Tou cestou pôjdem – Ervín Chalupa – Supraphon, SP
- (1968) Dvadsať dní a dvadsať nocí –  Dušan Grúň a Oľga Szabová / Delilah – Dušan Grúň – Supraphon 0 43 0551 h, SP
- (1969) Plavovláska – Dušan Grúň / Začni – Oľga Szabová – Supraphon 043 0710 h, SP
- (1969) Lady Madonna/Hlavolam – Dušan Grúň – Supraphon 0 43 0711 H, SP
- (1971) Synček neplač/Láska býva vrtošivá – Opus, SP 90 43 0011 h, SP
- (1971) Cigánska romanca – Zdeněk Sychra a RT-Vox / Kam pláva naša loď – Dušan Grúň – Opus 90 43 0013, SP
- (1971) Domov svoj máš/Butterfly – Opus 90 43 0093 h, SP
- (1971) Príď/Rozhodnutie – Opus 90 43 0070 h, SP
- (1972) Či vravieť môžem – Dušan Grúň a RT Vox / Sen – Opus 90 43 0156 h, SP
- (1972) Carmen/Dom, kde sme rástli – Opus 90 43 0242 h, SP
- (1972) Rapid do toho – Karol Duchoň / Butterfly – Dušan Grúň – Opus 90 43 0113 g, SP
- (1973) Svadobná pieseň (z filmu Krstný otec) / Svadobná pieseň – Opus 90 43 0245, SP
- (1973) Kde si bola, keď hrmelo/Čakám – Opus 90 43 0300 h, SP
- (1973) Dušan Grúň – Opus 91 13 0265, LP
- (1974) Pán z plátna/Flinta v žite – Opus 90 43 0333 h, SP
- (1982) Šumí Dunaj – F. Frátrik / Farebná Praha – Dušan Grúň – Opus, SP
- (1982) Starý rodný dom – Opus, SP, LP

### CD alba
- (2000) Úsmevom sa patrí ďakovať – CD
- (2004) Kúsok lásky – MSP, MC, CD
- (2006) 20 Naj – Opus 91 2735-2, EAN 8584019 273522, CD
- (2010) Repete Návraty, CD 3 – Úsmevom sa patrí ďakovať, CD 6 – Plavovláska, CD 9, CD 10 – Česká muzika, 10 CD, 2 DVD
- (2012) Lebo Ťa rád mám – Kliment Music, CD[1], podtitul: Spomienka na Franka Sinatru

### Kompilace
- Orchestr Karla Vlacha a jeho hvězdy – Readers Digest, 5CD – 18. Marína – Dušan Grúň -cd1
- (1968) Naše evergreeny – Supraphon, LP – Marína
- (1996) Zapáľ ma láskou – Marika Škultétyová – Radio Bratislava RB 0102-2331, CD – 04. Rozprávky sú tu naozaj – Marika Škultétyová a Dušan Grúň
- (1999) České hity 1965 – ,CD – 01.McDonald, ten si žil
- (2003) Slovensko sa zabáva – MSP records, CD – 01.Takto mi je 3:35, 11. Milujem nápady – Dušan Grúň a Ján Hruška 3:27
- (2005) Retrohity – Slovak Radio Records, CD – 03.Butterfly
- (2005) Oheň gréckych vín – Ján Hruška – Vydala Mária Productions, CD – 09. Milujem nápady duet s Jánom Hruškom
- (2006) Skryl sa mesiac – Andrej Lieskovský – Slovak Radio Records, CD – 10.Hrmí (album hud. skladatele Andreje Lieskovského)
- (2007) Najkrajšie piesne – Gejza Dusík – Opus, CD – 11.Jedinú na šírom svete radosť mám, 20.Podaj mi rúčku
- (2007) Největší slovenské hity 60. a 70. let – Popron Music, CD – 16.Júlia
- (2007) 20 Naj Retro Vianoce – Opus, CD – 06.Šťastné a veselé

## Úsmevom sa patrí ďakovať
Úsmevom sa patrí ďakovať je album Dušana Grúně. Album vyšlo v roce 2000. Seznam skladeb:
1. Koktail č. 1
2. Kam pláva naša loď
3. Ružička moja
4. Ako ty
5. Cigánka ty krásna
6. Mexicanos
7. Malá vidiečanka
8. Kocky zo Záhoria
9. Šťastné a veselé
10. Tri nádherné slová
11. Dávno
12. Rád sa vraciam k nám
13. Samba v tieni palmy
14. Starý rodný dom
15. Úsmevom sa patrí ďakovať
16. O Maria
17. Koktail č. 2
18. Butterfly
19. Dom kde sme rástli
20. Kraj biedy
21. Marína

## Kúsok lásky
Kúsok lásky je studiové album Dušana Grúně. Album vydal v roce 2004 MSP na MC a CD. Seznam skladeb:
1. Takto mi je – (P. Kliment / t: ) (03:37)
2. Sám pred sebou (03:23) – (Peter Šíma / Peter Šíma)
3. Mladosť vráť sa, vráť (03:46 – (Peter Šíma / Š. Dékány)
4. Cigánska zmes (05:03)
5. Krása dávnych snov (03:45) – (Peter Šíma / Martin Sarvaš)
6. Hrmí (03:17 – (Andrej Lieskovský / V. Illek)
7. Ľudová zmes č. 1 (05:21)
8. Rád skrývam svoje tajomstvá (03:40) – (Peter Šíma / Miriam Klimentová)
9. Ocko, ja už neprídem (03:25) – (Peter Šíma / Peter Šíma)
10. Tango pre nás dvoch (Blue tango) (02:52) (Anderson / Martin Sarvaš)
11. Spomienka na Karola (04:26)
12. Kúsok lásky (Moonlight lady) (03:30)
13. Zažeňme preč trápenie (03:25) – (Peter Šíma / Peter Šíma)
14. Ľudová zmes č. 2 (05:09)

Další informace:
- Zpěv: Dušan Grúň
- Vokály: Dušan Grúň, Miriam Klimentová, Peter Šíma
- Kytara: Peter Šíma
- Programování a klávesové nástroje: Peter Šíma
- Zvuková a hudební režie: Peter Šíma
- Mixáž a mastering: Peter Šíma
- Nahráno a zmixováno ve studiu Musae Polymnia (únor – listopad 2004)

## 20 Naj
Dušan Grúň - 20 Naj je výběrové album Dušana Grúňe. Album vydal v roce 2006 Opus 91 2735-2, EAN 8584019 273522 na CD v edici 20 Naj. Seznam skladeb:
1. Nalej mi vína, Malvína – (S. Schulte / Boris Droppa) – (03:21)
2. Marína – (Đorđe Novković / Ján Štrasser) – (02:47)
3. Butterfly – (Danyel Gerard / Eduard Petiška) – (03:28)
4. Vonia kakao (Co-Co) – (Nicky Chinn / Mike Chapman, s.t. Ján Štrasser) – (02:47)
5. Plavovláska (Non illuderti mai) – Mario Panzeri, Lorenzo Pilat / Daniele Pace, s.t.Ján Turan) – (02:43)
6. Synček neplač, – (Scott Davis / Alois Bouda) – (02:39)
7. Päť dám (Get Down) – (Gilbert Raymond O´Sullivan / Ján Štrasser) – (02:27)
8. Ten koník slncový – (Califareo, Ingrosso, Leander, Sario, s.t. Rudolf Kazík) – (02:54)
9. Luk a šíp (Misty) – (Erroll Garner / Milan Lasica ) – (03:29)
10. Láska býva vrtošivá (Love Grows Where My Rosemary Goes) – (Tony Macaulay / Barry Mason, s.t. Nela Boudová) – (02:53)
11. Pán z plátna (Skydiver) – (Daniel Boone / Ján Štrasser) – (02:59)
12. Či vravieť môžem – (Miki Jevremovič / Milan Dunajský) – (04:00)
13. Pozrel som sa späť – (Peter Hanzely / Milan Dunajský) – (03:08)
14. Príď – (Peter Hanzely / Milan Dunajský) – (03:24)
15. Júlia – (Alois Bouda / Eva Boudová) – (04:09)
16. Svadobná pieseň (Connie's Wedding Dance) – (Nino Rota / Miloš Lánik) – (02:50)
17. Kde si bola, keď hrmelo – (N. Vilovič / Zoro Laurinc) – (03:48)
18. Šťastné a veselé – (Ľudovít Štassel / Ľudovít Štassel) – (03:31)
19. Vítam ťa piesňou smrekov – (Gilbert Bécaud / Boris Droppa) – (03:17)
20. Starý rodný dom (Green Green Grass of Home) – (Curly Putman / Alois Bouda) – (03:01)